# Campeonato de Primera A 2022 (AFO)
El Campeonato Orureño de Fútbol 2022 (o también conocido como Torneo Primera "A" 2022) fue una temporada organizada por la Asociación de Fútbol Oruro en la gestión 2022, que contó con un solo torneo, que comenzó el 26 de marzo y concluyó el 5 de junio.

## Información del torneo
El torneo se jugó en el formato de "todos contra todos" a una sola ronda, dando un total de 11 fechas, con cinco partidos cada uno con un equipo descansando por fecha. Este certamen clasificará a los tres primeros lugares a la Copa Simón Bolívar 2022. De la misma forma, los ocho primeros lugares de la tabla acumulada clasificaron a la primera fase de la Copa Bolivia 2022 con la excepción del club Empresa Minera Huanuni, que ya se encuentra clasificado a los dieciseisavos de final, que es la fase nacional del torneo. En cuyo caso, se tuvo que tomar en cuenta al noveno lugar de la tabla final en caso de que Empresa Minera Huanuni se hubiese encontrado dentro de los primeros ocho lugares, que al final no ocurrió puesto que Huanuni terminó en el noveno lugar. El último equipo de la tabla al final del torneo, que fue Deportivo Kala descendió de categoría al marcarse walk-over consecutivo en las últimas cuatro fechas del torneo. El club Ingenieros terminó en el penúltimo lugar de la tabla con lo que accedió a la serie de partidos por el descenso indirecto contra el club que termine en el tercer lugar de la categoría Primera "B" en su temporada 2022.

## Equipos participantes
A principio serían 12 los clubes participantes debido al descenso del Club San José de la División Profesional 2021, sin embargo, las deudas excesivas del club sumadas a la falta de liquidación impidieron la inscripción del club por no habilitarse su inscripción mediante el sistema COMET, con lo que el directorio solicitó la licencia de no participación, con lo que el club descendió a la categoría Primera "B" para la gestión 2023. 
Además, los clubes Deportivo Totora y Gualberto Villarroel cambiaron de nombre a CDT Real Oruro y GV San José respectivamente. Este último se considera como un club completamente diferente al Club San José.
| Equipo                 | Ciudad  | Fecha de fundación      | Estadio                | Capacidad |
| ---------------------- | ------- | ----------------------- | ---------------------- | --------- |
| AFIZ                   | Oruro   | 1 de noviembre de 2008  | Estadio Jesús Bermúdez | 33.000    |
| CDT Real Oruro         | Oruro   | 30 de abril de 1962     | Estadio Jesús Bermúdez | 33.000    |
| Deportivo Escara       | Escara  | 1 de marzo de 1970      | Estadio Jesús Bermúdez | 33.000    |
| Deportivo Kala         | Oruro   | 24 de mayo de 1972      | Estadio Jesús Bermúdez | 33.000    |
| Deportivo Shalon       | Oruro   | 9 de mayo de 1999       | Estadio Jesús Bermúdez | 33.000    |
| Empresa Minera Huanuni | Huanuni | 2 de febrero de 2012    | Estadio Manuel Flores  | 10.000    |
| GV San José            | Oruro   | 16 de julio de 1968     | Estadio Jesús Bermúdez | 33.000    |
| Ingenieros             | Oruro   | 4 de julio de 1920      | Estadio Jesús Bermúdez | 33.000    |
| Oruro Royal            | Oruro   | 26 de mayo de 1896      | Estadio Jesús Bermúdez | 33.000    |
| San Isidro             | Oruro   | 30 de noviembre de 1956 | Estadio Jesús Bermúdez | 33.000    |
| SUR-CAR                | Oruro   | 21 de marzo de 1982     | Estadio Jesús Bermúdez | 33.000    |

## Clasificación
| Pos. | Equipo                 | Pts. | PJ | G | E | P | GF | GC | Dif. | Clasificación                                                                       |
| ---- | ---------------------- | ---- | -- | - | - | - | -- | -- | ---- | ----------------------------------------------------------------------------------- |
| 1    | Deportivo Shalon (C)   | 27   | 10 | 9 | 0 | 1 | 39 | 9  | +30  | Campeón Clasificado a la Copa Simón Bolívar 2022 Clasificado a la Copa Bolivia 2022 |
| 2    | SUR-CAR                | 25   | 10 | 8 | 1 | 1 | 28 | 13 | +15  | Clasificado a la Copa Simón Bolívar 2022 Clasificado a la Copa Bolivia 2022         |
| 3    | CDT Real Oruro         | 22   | 10 | 7 | 1 | 2 | 36 | 12 | +24  | Clasificado a la Copa Simón Bolívar 2022 Clasificado a la Copa Bolivia 2022         |
| 4    | G. V. San José         | 22   | 10 | 7 | 1 | 2 | 26 | 16 | +10  | Clasificado a Copa Bolivia 2022                                                     |
| 5    | AFIZ                   | 17   | 10 | 5 | 2 | 3 | 21 | 20 | +1   | Clasificado a Copa Bolivia 2022                                                     |
| 6    | Oruro Royal            | 14   | 10 | 4 | 2 | 4 | 31 | 23 | +8   | Clasificado a Copa Bolivia 2022                                                     |
| 7    | Deportivo Escara       | 10   | 10 | 3 | 1 | 6 | 11 | 25 | −14  | Clasificado a Copa Bolivia 2022                                                     |
| 8    | San Isidro             | 9    | 10 | 3 | 0 | 7 | 13 | 20 | −7   | Clasificado a Copa Bolivia 2022                                                     |
| 9    | Empresa Minera Huanuni | 9    | 10 | 2 | 3 | 5 | 8  | 15 | −7   | Clasificado a la fase nacional de la Copa Bolivia 2022                              |
| 10   | Ingenieros             | 3    | 10 | 1 | 0 | 9 | 7  | 30 | −23  | Definición por el descenso indirecto                                                |
| 11   | Deportivo Kala (D)     | 1    | 10 | 0 | 1 | 9 | 7  | 44 | −37  | Descenso a la Primera "B"                                                           |

 Fuente: AFO
Notas:
1. ↑  Deportivo Kala sufrió dos walk-overs consecutivos en la fecha 9 con lo que descendió de categoría por reglamento, con lo que sus partidos restantes fueron declarados como perdidos por un resultado de 3 a 0 en contra.

| Fecha 1           | Fecha 1     | Fecha 1        | Fecha 1                                       | Fecha 1                                       | Fecha 1                                       | Fecha 1 |
| Local             | Resultado   | Visitante      | Estadio                                       | Fecha                                         | Hora                                          |         |
| ----------------- | ----------- | -------------- | --------------------------------------------- | --------------------------------------------- | --------------------------------------------- | ------- |
| Deportivo Shalon  | 2 - 1       | Oruro Royal    | Jesús Bermúdez, Oruro                         | 26 de marzo                                   | 13:00                                         |         |
| Deportivo Escara  | 2 - 0       | San Isidro     | Jesús Bermúdez, Oruro                         | 26 de marzo                                   | 15:00                                         |         |
| CDT Real Oruro    | 3 - 2       | AFIZ           | Jesús Bermúdez, Oruro                         | 27 de marzo                                   | 13:00                                         |         |
| E. M. Huanuni     | 1 - 1       | Deportivo Kala | Jesús Bermúdez, Oruro                         | 27 de marzo                                   | 15:00                                         |         |
| G. V. San José    | 0 - 3 W. O. | SUR-CAR        | Partido no jugado. Puntos otorgados por mesa. | Partido no jugado. Puntos otorgados por mesa. | Partido no jugado. Puntos otorgados por mesa. |         |
| Libre: Ingenieros |             |                |                                               |                                               |                                               |         |
| 1.                |             |                |                                               |                                               |                                               |         |

| Fecha 2               | Fecha 2   | Fecha 2          | Fecha 2                  | Fecha 2    | Fecha 2 | Fecha 2 |
| Local                 | Resultado | Visitante        | Estadio                  | Fecha      | Hora    |         |
| --------------------- | --------- | ---------------- | ------------------------ | ---------- | ------- | ------- |
| Ingenieros            | 0 - 5     | Deportivo Shalon | Jesús Bermúdez, Oruro    | 2 de abril | 13:20   |         |
| Oruro Royal           | 2 - 0     | Deportivo Escara | Jesús Bermúdez, Oruro    | 2 de abril | 15:30   |         |
| San Isidro            | 0 - 2     | AFIZ             | Cancha Jesber "C", Oruro | 3 de abril | 10:00   |         |
| CDT Real Oruro        | 3 - 1     | E. M. Huanuni    | Jesús Bermúdez, Oruro    | 3 de abril | 13:20   |         |
| Deportivo Kala        | 1 - 3     | SUR-CAR          | Jesús Bermúdez, Oruro    | 3 de abril | 15:30   |         |
| Libre: G. V. San José |           |                  |                          |            |         |         |

| Fecha 3                 | Fecha 3   | Fecha 3        | Fecha 3                  | Fecha 3    | Fecha 3 | Fecha 3 |
| Local                   | Resultado | Visitante      | Estadio                  | Fecha      | Hora    |         |
| ----------------------- | --------- | -------------- | ------------------------ | ---------- | ------- | ------- |
| E. M. Huanuni           | 1 - 0     | San Isidro     | Cancha Jesber "C", Oruro | 8 de abril | 11:00   |         |
| G. V. San José          | 3 - 0     | Deportivo Kala | Jesús Bermúdez, Oruro    | 8 de abril | 13:20   |         |
| Deportivo Escara        | 2 - 1     | Ingenieros     | Jesús Bermúdez, Oruro    | 8 de abril | 15:30   |         |
| AFIZ                    | 3 - 3     | Oruro Royal    | Jesús Bermúdez, Oruro    | 9 de abril | 13:20   |         |
| SUR-CAR                 | 2 - 2     | CDT Real Oruro | Jesús Bermúdez, Oruro    | 9 de abril | 15:30   |         |
| Libre: Deportivo Shalon |           |                |                          |            |         |         |

| Fecha 4               | Fecha 4   | Fecha 4          | Fecha 4                  | Fecha 4     | Fecha 4 | Fecha 4 |
| Local                 | Resultado | Visitante        | Estadio                  | Fecha       | Hora    |         |
| --------------------- | --------- | ---------------- | ------------------------ | ----------- | ------- | ------- |
| San Isidro            | 0 - 1     | SUR-CAR          | Jesús Bermúdez, Oruro    | 16 de abril | 13:20   |         |
| E. M. Huanuni         | 0 - 1     | Oruro Royal      | Jesús Bermúdez, Oruro    | 16 de abril | 15:30   |         |
| G. V. San José        | 4 - 2     | CDT Real Oruro   | Jesús Bermúdez, Oruro    | 17 de abril | 13:20   |         |
| Deportivo Shalon      | 6 - 1     | Deportivo Escara | Jesús Bermúdez, Oruro    | 17 de abril | 15:30   |         |
| Ingenieros            | 2 - 3     | AFIZ             | Cancha Jesber "C", Oruro | 19 de abril | 15:30   |         |
| Libre: Deportivo Kala |           |                  |                          |             |         |         |

| Fecha 5                 | Fecha 5   | Fecha 5          | Fecha 5                  | Fecha 5     | Fecha 5 | Fecha 5 |
| Local                   | Resultado | Visitante        | Estadio                  | Fecha       | Hora    |         |
| ----------------------- | --------- | ---------------- | ------------------------ | ----------- | ------- | ------- |
| G. V. San José          | 4 - 2     | San Isidro       | Jesús Bermúdez, Oruro    | 23 de abril | 13:20   |         |
| Deportivo Kala          | 1 - 6     | CDT Real Oruro   | Jesús Bermúdez, Oruro    | 23 de abril | 15:30   |         |
| EM Huanuni              | 1 - 0     | Ingenieros       | Cancha Jesber "C", Oruro | 24 de abril | 11:00   |         |
| AFIZ                    | 0 - 5     | Deportivo Shalon | Jesús Bermúdez, Oruro    | 24 de abril | 13:20   |         |
| SUR-CAR                 | 4 - 3     | Oruro Royal      | Jesús Bermúdez, Oruro    | 24 de abril | 15:30   |         |
| Libre: Deportivo Escara |           |                  |                          |             |         |         |

| Fecha 6               | Fecha 6   | Fecha 6        | Fecha 6                 | Fecha 6     | Fecha 6 | Fecha 6 |
| Local                 | Resultado | Visitante      | Estadio                 | Fecha       | Hora    |         |
| --------------------- | --------- | -------------- | ----------------------- | ----------- | ------- | ------- |
| Deportivo Escara      | 3 - 4     | AFIZ           | Jesús Bermúdez, Oruro   | 30 de abril | 13:20   |         |
| Ingenieros            | 0 - 4     | SUR-CAR        | Jesús Bermúdez, Oruro   | 30 de abril | 15:30   |         |
| San Isidro            | 5 - 1     | Deportivo Kala | Cancha Jesber "C",Oruro | 1 de mayo   | 11:00   |         |
| Oruro Royal           | 2 - 2     | G. V. San José | Jesús Bermúdez, Oruro   | 1 de mayo   | 13:20   |         |
| Deportivo Shalon      | 3 - 0     | EM Huanuni     | Jesús Bermúdez, Oruro   | 1 de mayo   | 15:30   |         |
| Libre: CDT Real Oruro |           |                |                         |             |         |         |

| Fecha 7        | Fecha 7   | Fecha 7          | Fecha 7                  | Fecha 7   | Fecha 7 | Fecha 7 |
| Local          | Resultado | Visitante        | Estadio                  | Fecha     | Hora    |         |
| -------------- | --------- | ---------------- | ------------------------ | --------- | ------- | ------- |
| G. V. San José | 5 - 0     | Ingenieros       | Jesús Bermúdez, Oruro    | 7 de mayo | 13:20   |         |
| E. M. Huanuni  | 0 - 0     | Deportivo Escara | Jesús Bermúdez, Oruro    | 7 de mayo | 15:30   |         |
| Deportivo Kala | 3 - 14    | Oruro Royal      | Cancha Jesber "C", Oruro | 8 de mayo | 11:00   |         |
| CDT Real Oruro | 5 - 2     | San Isidro       | Jesús Bermúdez, Oruro    | 8 de mayo | 13:20   |         |
| SUR-CAR        | 5 - 4     | Deportivo Shalon | Jesús Bermúdez, Oruro    | 8 de mayo | 15:30   |         |
| Libre: AFIZ    |           |                  |                          |           |         |         |

| Fecha 8           | Fecha 8     | Fecha 8        | Fecha 8                  | Fecha 8    | Fecha 8 | Fecha 8 |
| Local             | Resultado   | Visitante      | Estadio                  | Fecha      | Hora    |         |
| ----------------- | ----------- | -------------- | ------------------------ | ---------- | ------- | ------- |
| AFIZ              | 2 - 2       | E. M. Huanuni  | Jesús Bermúdez, Oruro    | 14 de mayo | 13:20   |         |
| Oruro Royal       | 0 - 5       | CDT Real Oruro | Jesús Bermúdez, Oruro    | 14 de mayo | 15:30   |         |
| Ingenieros        | 3 - 0 W. O. | Deportivo Kala | Cancha Jesber "C", Oruro | 15 de mayo | 11:00   |         |
| Deportivo Escara  | 0 - 2       | SUR-CAR        | Jesús Bermúdez, Oruro    | 15 de mayo | 13:20   |         |
| Deportivo Shalon  | 6 - 2       | GV San José    | Jesús Bermúdez, Oruro    | 15 de mayo | 15:30   |         |
| Libre: San Isidro |             |                |                          |            |         |         |

| Fecha 9             | Fecha 9     | Fecha 9        | Fecha 9                  | Fecha 9    | Fecha 9 | Fecha 9 |
| Local               | Resultado   | Visitante      | Estadio                  | Fecha      | Hora    |         |
| ------------------- | ----------- | -------------- | ------------------------ | ---------- | ------- | ------- |
| San Isidro          | 3 - 1       | Oruro Royal    | Jesús Bermúdez, Oruro    | 19 de mayo | 13:20   |         |
| CDT Real Oruro      | 5 - 0       | Ingenieros     | Jesús Bermúdez, Oruro    | 19 de mayo | 15:30   |         |
| Deportivo Shalon    | 3 - 0 W. O. | Deportivo Kala | Cancha Jesber "C", Oruro | 20 de mayo | 11:00   |         |
| Deportivo Escara    | 0 - 3       | GV San José    | Jesús Bermúdez, Oruro    | 20 de mayo | 13:20   |         |
| AFIZ                | 1 - 0       | SUR-CAR        | Jesús Bermúdez, Oruro    | 20 de mayo | 15:30   |         |
| Libre: E.M. Huanuni |             |                |                          |            |         |         |
| 1.                  |             |                |                          |            |         |         |

| Fecha 10           | Fecha 10  | Fecha 10       | Fecha 10              | Fecha 10   | Fecha 10  | Fecha 10 |
| Local              | Resultado | Visitante      | Estadio               | Fecha      | Hora      |          |
| ------------------ | --------- | -------------- | --------------------- | ---------- | --------- | -------- |
| Deportivo Escara   | 3 - 0     | Deportivo Kala | Cancelado             | Cancelado  | Cancelado |          |
| Ingenieros         | 0 - 1     | San Isidro     | Jesús Bermúdez, Oruro | 28 de mayo | 13:00     |          |
| AFIZ               | 1 - 2     | GV San José    | Jesús Bermúdez, Oruro | 28 de mayo | 15:00     |          |
| EM Huanuni         | 2 - 4     | SUR-CAR        | Jesús Bermúdez, Oruro | 29 de mayo | 13:00     |          |
| Deportivo Shalon   | 2 - 0     | CDT Real Oruro | Jesús Bermúdez, Oruro | 29 de mayo | 15:00     |          |
| Libre: Oruro Royal |           |                |                       |            |           |          |

| Fecha 11       | Fecha 11  | Fecha 11             | Fecha 11              | Fecha 11   | Fecha 11  | Fecha 11 |
| Local          | Resultado | Visitante            | Estadio               | Fecha      | Hora      |          |
| -------------- | --------- | -------------------- | --------------------- | ---------- | --------- | -------- |
| Deportivo Kala | 0 - 3     | AFIZ                 | Cancelado             | Cancelado  | Cancelado |          |
| Oruro Royal    | 4 - 1     | Ingenieros           | Jesús Bermúdez, Oruro | 4 de junio | 13:00     |          |
| GV San José    | 1 - 0     | EM Huanuni           | Jesús Bermúdez, Oruro | 4 de junio | 15:00     |          |
| CDT Real Oruro | 7 - 0     | Deportivo Escara     | Jesús Bermúdez, Oruro | 5 de junio | 13:00     |          |
| San Isidro     | 0 - 3     | Deportivo Shalon (C) | Jesús Bermúdez, Oruro | 5 de junio | 15:00     |          |
| Libre: SUR-CAR |           |                      |                       |            |           |          |

| Campeón          |
| ---------------- |
|                  |
| Deportivo Shalon |
| 2.do título      |